# Шелестово (Харьковская область)
Шелестово (укр. Шелестове) — село,
Шелестовский сельский совет,
Коломакский район,
Харьковская область, Украина.
Код КОАТУУ — 6323281001. Население по переписи 2001 года составляет 1555 (694/861 м/ж) человек.
Является административным центром Шелестовского сельского совета, в который, кроме того, входят сёла
Белоусово,
Григоровка,
Нагально,
Пащеновка,
Петропавловка,
Подлесное и
Цепочкино.

## Географическое положение
Село Шелестово примыкает к сёлам Белоусово и Нагально. На расстоянии в 4 км расположен пгт Коломак. Через село проходит железная дорога, станция Коломак.

## История
- 1775 — дата основания.

## Экономика
- Молочно-товарная и свинотоварная фермы.
- ЗАО «Коломакское хлебоприемное предприятие».
- Сельскохозяйственное ООО «Колос».
- Шелестовский кирпичный завод.

## Объекты социальной сферы
- Школа.
- Спортивная площадка.

## Достопримечательности
- Братская могила советских воинов.

## Известные люди
- Гиль Александр Васильевич (1943—1988) — советский хореограф, заслуженный артист РСФСР, родился в селе Шелестово.